# Cot Glangang (berg i Indonesien, lat 5,48, long 95,54)
Cot Glangang är ett berg i Indonesien.   Det ligger i provinsen Aceh, i den västra delen av landet, 1 800 km nordväst om huvudstaden Jakarta. Toppen på Cot Glangang är 410 meter över havet.
Terrängen runt Cot Glangang är huvudsakligen kuperad, men åt nordost är den platt.Runt Cot Glangang är det glesbefolkat, med 14 invånare per kvadratkilometer. I omgivningarna runt Cot Glangang växer i huvudsak städsegrön lövskog.